# Nothing Left to Fear (film)
Nothing Left to Fear è un film del 2013 diretto da Anthony Leonardi III.
Pellicola horror statunitense sceneggiata da Jonathan W.C. Mills.

## Trama
(Pastore Kingsman)
Il pastore Dan, insieme con la moglie Wendy, il figlio Christopher e le figlie Rebecca e Mary, si trasferisce in un piccolo centro rurale, abitato da pochi. I 5, convinti di essersi persi, chiedono informazioni agli abitanti di una fattoria, conoscendo così Mason. In quel frangente, Mary vede un uomo tagliare il collo ad un agnello e ne rimane fortemente impressionata. Raggiunta la loro nuova casa, i componenti della famiglia conoscono il Pastore Kingsman, il prete che Dan dovrà sostituire. L'abitazione rende euforici i nuovi inquilini, entusiasti del posto scelto. La famiglia è ignara, però, di essere osservata da estranei. Rebecca, la notte dopo l'arrivo in paese, fa un sogno in cui, in giardino, decine di persone la osservano. In seguito, sempre in sogno, verrà aggredita da una donna mostruosa, dalle sembianze demoniache; dopodiché si sveglierà, rendendosi conto di aver avuto un incubo.
Dan, intanto, è accolto come pastore dalla comunità. Rebecca entra in  contatto con il giovane che tagliava il collo agli agnelli all'inizio del film, Noah. Tornata in casa, la ragazza cerca di dissuadere la sorella dal mangiare la torta che la madre ha, nel frattempo, messo in serbo per la cena. Assaggiando il dolce, Mary viene quasi soffocata da un dente che vi è stato messo all'interno. Noah bussa alla porta dell'abitazione che ospita la famiglia, e, venuto a conoscenza di quanto accaduto, rivela a 
Rebecca che il dolce è stato preparato da una donna di novantacinque anni, la quale 'avrà sicuramente sbagliato qualcosa'. Rebecca, frequentando Noah, nota alcuni suoi insoliti atteggiamenti nei confronti degli altri residenti. In seguito, Mason ordina al ragazzo di recarsi dal pastore Kingsman. Il giovane obbedisce, mentre Rebecca resta sconcertata da tale imperioso ordine.
A capo di un'animata discussione col pastore Kingsman, Noah viene spinto, da quest'ultimo, a non affezionarsi a nessuno, poiché 'non ci deve essere alcun errore'. Allontanato, poi, il ragazzo, il pastore è di scena mentre è alle prese con le escoriazioni che ha sulle braccia e mentre risistema il dente trovato nella torta, che stava quasi per soffocare Mary. Rebecca sogna di nuovo: questa volta il paesaggio in cui è immersa è quello di un giardino incantato. Accarezza un agnello, ma una sorta di fluido nero le sporca la mano... Il liquido pare rappresenti la corruzione del mondo. L'oscura malvagità, dalle sue dita si estende, pervade e travolge il giardino, uccidendo ogni pianta che incontra. Intanto, un insieme di agnelli circonda la ragazza... Gli animali sembra vogliano divorarla ma, ad un tratto, Rebecca si desta. Dan conduce alla festa del paese i tre figli. Rebecca incontra Noah e si incammina, con lui, verso la torre abbandonata situata in mezzo della foresta. Il ragazzo le rivela che Kingsman non è suo padre, e la bacia, mentre qualcuno li osserva; quindi, decidono di andarsene via.
Kingsman affronta ancora Noah: stavolta l'argomento è la relazione del giovane con Rebecca. La sera seguente tutta la famiglia di Rebecca si reca ai festeggiamenti in paese e la ragazza incontra di nuovo Noah. Insieme sembra che si divertano, ma la ragazza rimane turbata quando nota che, la stessa donna che ha funestato i suoi sogni, è l'inserviente di un chiosco. La donna mesce da bere ai ragazzi, ma lascia cadere gocce di un liquido 'sospetto' nel bicchiere destinato a Mary. La ragazza si sentirà male e vomiterà; per non rovinare la serata agli altri, deciderà di raggiungere i genitori da sola. Verrà però rapita da Mason. Si risvegliera', poi, legata ad una specie di altare, vittima sacrificale di Mason e Kingsman. I due, armati, si affrontano e si feriscono in profondità – lo squarcio lascerà una cicatrice, la stessa che hanno Noah e la ragazza del bancone – invocando una presenza maligna che avvolgere' il corpo della giovane, con la sua oscurità.
Kingsman conduce Mary, in stato catatonico, dai genitori. Noah sta quasi per dire la verità a Rebecca, ma viene bloccato dall'arrivo di Christopher. Accompagnando a casa la ragazza, Dan riceve una telefonata, con la quale qualcuno lo invita a recarsi in chiesa. Quindi perde conoscenza per mano di Kingsman. Rebecca, notando che la salute di Mary peggiora, va con il fratello in cerca del padre. Con l'aiuto di Noah, apre le porte e scorge il padre svenuto. Dopo essersi svegliato, Dan, insieme  con gli altri, vede che tutte le porte della città sono contrassegnate da una X, tracciata con il sangue degli agnelli, esattamente come recita un passo della Bibbia. Una volta a casa, i componenti della famiglia scoprono che, non solo Mary si è trasformata in un essere oscuro, ma anche che Wendy è stata uccisa. 
Pure Dan, ingannato dal demone che ha preso il controllo di Mary, verrà a sua volta ucciso. Noah, Rebecca e Christopher cercano di fuggire, ma di loro, chi resterà in coda, verrà catturato e ammazzato dopo un lungo inseguimento. Ad un tratto, il film svela che, gli abitanti del posto usano sacrificare, ogni anno, degli esseri umani. Tale 'pratica' da' loro la facoltà di aprire il cancello dell'inferno, facendo sì che il male invada la città. Noah, in combutta con altri, trascina Rebecca sull'altare sacrificale e le ferisce i polsi, spruzzando il cancello dell'inferno con il suo sangue; quindi lo chiude. Così, il demone scompare.
Tempo dopo, una famiglia in vacanza giunge nel piccolo paese. Il figlio maggiore è rapito dalla bellezza di Rebecca, intercettata dai suoi occhi mentre è intenta a... Recidere la gola ad un agnello.